# 陈大元
陈大元（1933年4月14日—），男，江苏吴县甪直镇人，中国科学院动物研究所生殖生物学国家重点实验室首席研究员，博士生导师和受精生物学学科带头人。

## 生平
1957年，毕业于山东大学生物系胚胎专业。
1984年，毕业于美国IOWA大学医学院后回国。
1997年，多利羊出生，同年陈大元等人提出了异种克隆

## 研究方向
- 中国克隆大熊猫专项研究首席科学家
- 受精机理、显微受精和动物克隆研究